# Sahl at-Tustarī
Sahl ibn ʿAbdallāh at-Tustarī (arabisch سهل بن عبد الله التستري; geboren wahrscheinlich 818 in Schuschtar, gestorben 896 in Basra) war ein irakischer Sufi und Koranexeget. Tustarī war bekannt mit dem einflussreichen Mystiker Dhū’n-Nūn al-Miṣrī und zeitweise ein Lehrer von Hallādsch. Seine Lehre, die sich größtenteils aus seinem Korankommentar erschließen lässt, stellt sich als Ineinandergreifen verschiedener Konzepte von Kosmologie, Aufbau der menschlichen Seele und spiritueller Praxis dar.
Tustarīs Kosmologie geht von der Grundannahme aus, im Propheten Mohammed komme göttliches Licht vor, welches auf den Rest der Menschheit in verschiedenen Formen ausstrahle. Am Anfang der Zeit schließt Gott einen Vertrag mit der Menschheit, welcher diese verpflichtet, den Geboten Gottes zu folgen. Dem Menschen wird dies durch die ihm innewohnende dunkle Seite der Seele (nafs) erschwert, welche ihn stets zum Bösen treibt. Demgegenüber stehen die positiven inneren spirituellen Kräfte, wie das Herz (qalb), die geistige Seele (nafs ar-rūḥ) und der Intellekt (ʿaql), mittels derer der Mystiker in Kontakt zum Göttlichen kommen kann. Hierzu sind bestimmte Lebensweisen erforderlich, wie der Verzicht auf irdische Genüsse, die Achtung des Koran und der Sunna sowie das Bekenntnis zur Einheit Gottes (Tauhīd) und das alleinige Vertrauen auf Gott. Dies mündet in der Praxis des Dhikr, der stetigen Wiedererinnerung des Prinzips Gottes durch den Mystiker. Auf der höchsten Stufe des mystischen Weges ist es dem Mystiker möglich, Gott selbst zu erfahren. Durch diese Erfahrung erlangt der Mystiker die Sicherheit, dass er von Gott aufgenommen wird. In der jenseitigen Welt wird der Mystiker in der permanenten Präsenz Gottes leben.

## Leben
Sahl at-Tustarī (mit vollem Namen auch Abū Muḥammad Sahl b. ʿAbd Allāh b. Yūnus b. ‘Īsā b. ’Abd Allāh b. Rafī‘ at-Tustarī) wurde wahrscheinlich im Jahre 203/818 im persischen Schuschtar (Chusistan) geboren. Hinsichtlich seines Geburtsdatums besteht Uneinigkeit, die Angaben schwanken zwischen 200/815 und 203/818. Ebenso besteht Unklarheit darüber, ob er persischer oder arabischer Abstammung war. Für eine persische Abstammung spricht, dass er das Persische oft in Kombination mit klassischem Arabisch verwendete, für eine arabische, dass seine Familie mütterlicherseits vom Propheten abstammte. Er starb im Jahr 283/896. In seinem ersten Lebensjahrzehnt wurde er von seinem Onkel mütterlicherseits Muḥammad b. Sawwār in die islamische Mystik eingeführt, welcher möglicherweise Verbindungen zu dem Sufi Maʿrūf al-Karkhī hatte. Ebenfalls erlernte er die Exegese von Koran und Hadith. Er soll zu dieser Zeit bereits Frömmigkeitsrituale durchgeführt haben, wie zum Beispiel das nächtliche Wachen. ʿAttār und Quschairī überliefern einige episodische Erzählungen hierzu.
Im Alter von 13 Jahren soll Tustarī in eine spirituelle Krise geraten sein. Hierauf suchte er zunächst ergebnislos Rat in Basra und reiste dann zum ribāt des Hamza al-ʿAbbādānī, welches in der Tradition von Hasan al-Basrī stand. Hier erlernte er, gemäß der Tradition des ribāt, die Einstellungen und Verhaltensweisen eines Sufis. Hier soll er auch eine Leuchtschrift am Himmel gesehen haben, die einen Vers aus dem Koran wiedergab. Anschließend kehrte er zurück nach Tustar, wo er als Asket ohne große persönliche Bindungen lebte; allerdings heiratete er und wurde Vater eines Sohnes. Im Jahre 219/834 unternahm Tustarī die Pilgerreise nach Mekka (Haddsch). Dort traf er auf Dhū’l-Nūn al-Miṣrī, mit welchem ihn ein weitreichender spiritueller Austausch verband. Ob eine Lehrer-Schüler-Beziehung zwischen beiden bestand, ist unklar, die Islamwissenschaftler Annabel und Ali Keeler sehen aber Hinweise hierauf im Kitāb al-Lumaʿ des Sufi-Gelehrten Abū Nasr as-Sarrādsch, Böwering nennt ebenfalls einige Hinweise. Ebenfalls ist es möglich, dass Dhū’l-Nūn die der griechisch-römischen Antike entstammende Hermetik an Tustarī vermittelte. Tustarī scheint Wissen über Astrologie, Alchemie und Medizin besessen zu haben, das er möglicherweise während dieser Zeit erwarb. Dhū’l-Nūn vermittelte ihm auch die Idee des Vertrauens in Gott (tawakkul).
Nach dem Tode Dhū’l-Nūns im Jahre 245/860 begann Tustarī mit der Verbreitung seiner Lehre. Zu diesem Zeitpunkt mag er schon erste Schüler um sich gehabt haben, unter anderem den berühmten Sufi Ḥallādsch. Böwering datiert die Entstehung von Ḥallādschs Schülerkreis auf die Jahre 873 bis 875. Zwischen 262/876 und 264/878 musste er nach Konflikten, die seine Lehre betrafen, nach Basra fliehen. Kriegswirren, die in der Einnahme Tustars durch die Saffariden gipfelten, mögen zu Tustarīs Abreise beigetragen haben. In diese Zeit fällt ein Bericht, wonach Tustarī den Saffaridenherrscher Ya’qūb b. al-Laith durch sein Gebet heilte. In Basra entstand ebenfalls ein Konflikt mit zwei schafiitischen Gelehrten, Abū Zakariyya al-Sādschī und AbūʿAbd Allāhal-Zubayrī. Sie nahmen Anstoß daran, dass Tustarī für sich den Status eines Heiligen beanspruchte. Der Islamwissenschaftler Gerhard Böwering vermutet, dass Tustarī bei den Malikiten und Hanbaliten in gutem, bei den Schafiiten hingegen in schlechtem Ruf stand. Tustarī selbst ordnete sich selbst keiner der Rechtsschulen zu, mag sich aber teils an hanafitische Sichtweisen angelehnt haben. Tustarī nahm zu dieser Zeit für sich in Anspruch, der Beweis Gottes (ḥudschdschāt Allāh) zu sein.

## Tustarīs Schüler und die Sālimīya
Tustarīs Schülerschaft gliederte sich nach seinem Tod neu. Eine Gruppe um Abū Muḥammad ad-Dschurayrī and Abū l-Ḥasan al-Muzayyin at-Tirmidhī schloss sich der Tradition al-Dschunaids in Bagdad an, während in Basra aus Tustarīs Lehrtradition die Schule der Sālimīya entstand, benannt nach Muḥammad b. Sālim, einem der engsten Schüler Tustarīs. Hierbei wird Muḥammads Sohn Aḥmad als zweiter Gründer neben seinem Vater genannt. Die Gruppe soll sich, gemäß dem Geographen al-Muqaddasī, nicht viel für das islamische Recht (fiqh) interessiert haben, sondern stärker auf Askese und die Lehren der eigenen Schule bedacht gewesen sein. Falls sie sich mit fiqh beschäftigten, sollen sie malikitisch geprägt gewesen sein, obwohl der Gründer der Schule hanafitisch orientiert gewesen sein soll. Weitere Schüler Tustaris waren Abū Bakr al-Sidschzī, welcher Tustaris Tafsir übermittelte, ʿUmar b. Wāṣil al-ʿAnbarī und der hanbalitische Theologe Ḥasan b. Chalaf al-Barbahārī. Die zwei letzteren predigten nach Tustaris Tod nach Bagdad.
Die Lehren der Sālimīya sind nur durch ihre hanbalitischen Gegner überliefert. Sie umfassten die Ansicht, dass Gott verschiedene Attribute wie Sein und Nichtsein von Ewigkeit her in sich enthält, dass er von Ewigkeit her Schöpfer ist, und dass er am Tag der Auferstehung allen Geschöpfen sichtbar wird, hierbei teilweise in menschenähnlicher Gestalt. Außerdem gab es eine divergierende Auffassung über die Geschichte von Iblis. Keeler und Keeler merken an, dass die Ablehnung der Lehre der Sālimīya teilweise auf Fehlinterpretationen zurückzugehen scheint. Ebenso lässt sich die eigentliche Lehre der Schule nicht mit Sicherheit rekonstruieren, da die Überlieferung ihrer Lehre durch Gegner derselben keine vertrauenswürdige Quelle ist. Zum Verhältnis zwischen der Lehre der Sālimīya und der Lehre Tustarīs merkt der Islamwissenschaftler Tunc an, dass letztere eher dem orthodoxen sunnitischen Verständnis gleichkommt. Weite Teile der Lehre der Sālimīya werden von Tustarī nirgendwo angesprochen. Angesichts der erwähnten Problematik in der Quellenlage zur Sālimīya und der zunächst nur mündlichen Wiedergabe der Tradition Tustarīs (die Auslassungen in der Lehre Tustarīs, die später bei der Sālimīya aufgetreten sein könnten, sehr wohl möglich macht) muss jeder Vergleich hier mit Vorsicht betrachtet werden.

## Werke
Tustarī werden eine Reihe von Werken zugeschrieben. In den Hauptquellen der Sufis (zum Beispiel ʿAṭṭār) tritt er als Verfasser von Aphorismen und Sprichwörtern auf. Seine Aussprüche wie auch sein Lebensstil scheinen zum Teil von seinen Schülern überliefert worden zu sein, die teils eine Generation nach ihm schrieben. Hierbei wurden wohl Kürzungen im Wortlaut vorgenommen, der nur in Stichpunkten notiert worden war. Tustarī selbst legte nichts schriftlich nieder.
Tustarī wurden in bibliographischen Quellen der Sufiliteratur eine Reihe heute verschollener Werke zugeschrieben. Ebenso existiert eine beträchtliche Auflistung noch vorhandener Werke. Bei einigen frühen Zuschreibungen kann jedoch nicht sicher von der Autorschaft Tustarīs ausgegangen werden. Spätere Evidenz ist fragmentarisch und selektiv. Die Quellen ab dem späten 11. Jahrhundert enthalten vergleichsweise wenig Neues (und dieses Neue besteht womöglich in der Wiedergabe heute verlorener früherer Quellen). Keeler und Keeler meinen, dass unter Tustarīs Werken der Tafsīr sowie ein Buch über die Geschichte der Propheten (Qiṣaṣ al-anbiyāʾ) seine Lehre besonders deutlich beinhalten. Aufgrund der vorrangigen Bedeutung des Tafsīr und der Kürze der vorliegenden Arbeit wird hier seine Lehre hauptsächlich anhand des Tafsīr dargestellt.
Der Tafsīr Tustarīs wurde mündlich an seine Schüler weitergegeben und wurde von diesen mit Erweiterungen zu Papier gebracht. Die frühesten überlieferten Manuskripte entstammen dem 9./15. Jahrhundert und dem 10./16. Jahrhundert. Manches hiervon findet sich aber wörtlich schon bei Sulamī (gestorben 412/1021), sodass mit einiger Sicherheit vermutet werden kann, dass die Werke schon im 11. Jahrhundert existierten. Keeler und Keeler vermuten, dass noch ein weiterer Text existiert haben muss, da Sulamī Äußerungen zitiert, die nicht in den überlieferten Versionen des Tafsīr auftauchen.
Aufgrund der Überlieferungslage geht Böwering von drei Überlieferungsschichten in Tustarīs Tafsīr aus. Die erste besteht in authentischen Worten Tustarīs, die dieser bei seiner mündlichen Kommentierung des Korans äußerte. Die zweite sind Aphorismen und Sprichwörter sowie mystische Exkurse, die vermutlich von seinen Schülern eingefügt wurden (wahrscheinlich Abū Bakr al-Sijzī und ʿUmar b. Wāṣil). Drittens finden sich Exegese des Koran und der Hadithe sowie kurze Episoden aus Tustarīs Leben, die von späteren Bearbeitern eingefügt wurden.

## Vorgehensweise bei der Koraninterpretation in Tustaris Tafsīr
Der Tafsīr kommentiert etwa 1000 Verse (nach kufischer Zählung also etwa ein Sechstel aller Verse), entnommen aus allen Suren des Korans. Wie Tustarī den Koran auslegte, lässt sich aus dem Kontext im Tafsīr verstehen: Der Vortragende (Tustarī) gerät nach eigenem Verständnis in einen Zustand der mystischen Inspiration, während er den Koran vor seinen Schülern rezitiert. In diesem Zustand wird ihm Erkenntnis über Dinge zuteil, die teils nicht in Worten fassbar ist. Zunächst erklärt Tustarī den wörtlichen Gehalt der Verse. Anschließend wird schließt der in mystischen Themen geschulte Rezitierende an einzelne Versen, Termini oder Sätze eine assoziative Äußerung an, die häufig stark metaphernlastig ist und somit die Deutung erschwert. An eventuelle Nachfragen schließt sich eine weitere Erläuterung an.
Die mystische Erfahrung als Grundlage der Interpretation rechtfertigt die eigene Deutung, wohingegen der Koran laut Tustarī nicht nach eigenem Wunsch interpretiert werden soll. Der Koran wird von Tustarī als mittels des Herzens des Propheten herabgesandt betrachtet. Tustarī geht davon aus, dass Gott den Koran gegliedert herabsandte und zwar in vierfachem Sinn. Laut Tustarī existieren demzufolge vier Bedeutungsarten im Koran: 1. selbsterklärend (muḥkam), 2. metaphorisch (mutashābih), 3. erlaubt und verboten (ḥalāl wa ḥarām) und 4. parabolisch (amthāl). Weiterhin wird unterschieden zwischen äußerer (ẓāhir) und innerer (bāṭin) Bedeutung. Mit äußerer Bedeutung ist der reine Wortsinn gemeint, welcher in der Rezitation wiederholt wird, wohingegen die innere Bedeutung das eigentliche Verstehen des Sinns des Verses darstellt. Das innere Verständnis, welches nur den Auserwählten zu verstehen möglich ist, die Gott nahe sind, ist nicht immer in Worten ausdrückbar. Tustarī begründet dies mit der Unendlichkeit der Attribute Gottes.
Hinzu treten noch die Begriffe Grenze (ḥadd) und Transzendenz (maṭlaʿ). Grenze beschreibt die Grenzen des Erlaubten und des Verbotenen. Transzendenz beschreibt den Zustand, an dem die Wahrheit durch das Verständnis Gottes erreicht wird. Ferner existieren noch die esoterischen Addenda Tustarīs, welche wohl als Richtlinien zur spirituellen Entfaltung gedacht sind. Sie bestehen in Aufzählungen der Charaktereigenschaften, die der Mystiker erwerben muss, um erfolgreich zu sein. Hierunter fällt Wissen über die Natur des Menschen und verschiedene mystische Erfahrungen und kosmologische Systeme.

## Kosmologie, Prädestination, Eschatologie
Tustarīs Lehre lässt sich vom Ausgangspunkt der Ereignisse vor der Erschaffung der Welt ausgehend darstellen. Anfangspunkt ist hierbei der Prophet, welcher seit ewigen Zeiten in der Anwesenheit Gottes ist und für Millionen von Jahren ohne Form und Körper vor Gott steht. Gott ist der Urgrund allen Seins und transzendente Realität (ḥaqq). Gott ist Licht (nūr), welches auf den Propheten ausstrahlt und sich im Licht des Propheten (nūr Muḥammad) fängt. Muḥammad trägt Gott seit seiner Zeit mit ihm in seinem Herzen (qalb). Dieser Sonderstatus des Propheten Muḥammad erhebt ihn als höchstes Wesen nach Gott über alle anderen Propheten und den Rest der Menschheit. Vom Licht des Propheten als Ausgangspunkt kreiert Gott den Rest der Menschheit, welche folgerichtig im Ursprungszustand ebenfalls als Lichtpartikel existiert. Gott kreiert das Licht des himmlischen Königreichs, das Licht der diesseitigen Welt, der zukünftigen jenseitigen Welt sowie das Licht Adams und der Propheten vom Licht Muhammads ausgehend. Ebenso haben die spirituellen Meister am Licht Muḥammads teil, wohingegen die niedrigere Stufe der spirituellen Schüler und der Gottsuchenden vom Licht Adams kreiert werden. Böwerings Interpretation sieht in den Meistern die Vorbilder der Propheten und Mystiker und in den spirituellen Schülern die spirituellen Vorbilder der Menschheit an sich.
Gott schließt am „Tag des Vertrags“ einen Vertrag mit den Propheten, welche vom Rücken Adams genommen wurden. Die Propheten bezeugen Gottes Herrschaft über sie mit der balā („Ja, wir bezeugen.“). Gott teilt den Propheten mit, dass sie seine Befehle predigen müssen. Danach versammelt Gott die Menschheit in Form von Flocken mit Intellekten (ʿuqūl), die vom Rücken der Propheten genommen wurden. Ihnen werden ebenfalls die göttlichen Befehle mitgeteilt, woraufhin die Propheten für die von ihnen genommene Gruppe erneut Gottes Herrschaft bezeugen. Daraufhin kehrt die Menschheit in die Lenden Adams zurück.
Der Mensch befindet sich nun zwischen dem Tag des Vertrags und dem Tag der Auferstehung in der geschaffenen Welt. Gott hat als Regelwerk für diese Welt, anhand seiner Erschaffung von Gut (ḫayr) und Böse (šarr), festgelegt, welche Handlungen gut und welche böse sind. Die Handlungen des einzelnen Menschen werden an diesen Kriterien gemessen, denn sie haben am Tag des Vertrags zugestimmt, Gottes Herrschaft anzuerkennen. Hierbei tritt das klassische Problem der Vereinbarkeit von Gottes Allmacht mit der Verantwortung des Menschen zutage. Der Mensch ist in Tustarīs Lehre nicht zu autonomem Handeln fähig, da es vollständig von Gottes Willen abhängt, ob er in der Lage ist, den göttlichen Geboten zu folgen. Er besitzt aber die Möglichkeit, sich an Gottes Gebote zu halten oder ihnen widersprechend zu wirken. Gott legt bereits vor der Erschaffung der Welt und des einzelnen Menschen alle künftigen Aktionen des Einzelnen fest und kennt diese Aktionen aufgrund seiner Allwissenheit auch bereits seit Ewigkeit. Dieses Wissen zählt zu den Attributen Gottes. Befolgt der Mensch die Gebote Gottes, wird er in Gottes Schutz eingeschlossen und Gott gewährt ihm Erfolg und Hilfe; befolgt er sie nicht, wird er aus diesem Schutz ausgestoßen und ihm bleiben Erfolg und Hilfe versagt.
In seiner diesseitigen Existenz ist dem Menschen die Einsicht in sein Schicksal und die Rechtmäßigkeit seines Handelns verschlossen. Der Mensch weiß also nicht, ob er verdammt oder zu Gutem bestimmt ist und lebt aus diesem Grund in ständiger Furcht vor Gott. Der Mensch kann hierbei der Versuchung erliegen, an seine eigene Kraft und Stärke, mittels derer er sich Gott annähern will, zu glauben. Gott leitet den Menschen zu der Fehlannahme, sich bereits in der Sicherheit Gottes zu befinden. Als Beispiel nennt Tustarī Adam, der gerne für alle Ewigkeit im Garten verblieben wäre. Durch diesen Wunsch gab er sich jedoch den Ratschlägen Satans preis. Ein weiterer Grund, dessentwegen dem Menschen die Einsicht verwehrt ist, ob er am Tag des Gerichts zu den Rechtschaffenen zählen wird, liegt darin begründet, dass er nicht voraussehen kann, in welchem Status er sterben wird, ob er also in der Zeit vor seinem Tod nicht noch sündigen wird. Der Mensch muss deswegen darauf bedacht sein, den Vertrag mit Gott stetig zu erneuern, indem er die göttliche Einheit (Tauḥīd) anerkennt und um Gottes Gnade im Gebet erfleht sowie Buße tut.
Die Ereignisse nach dem Untergang der Welt der Schöpfung führen den Menschen zur dritten seiner Daseinsformen. Böwering bezeichnet diesen Status als postexistenziell. Am Tag des Gerichts urteilt Gott über die Menschen. Während diejenigen, die nicht als rechtschaffen befunden werden, zum Höllenfeuer verdammt werden, erleben die Rechtschaffenen Gott selbst und leben im Paradies im Angesicht der göttlichen Gegenwart. Sofern der Mensch als Mystiker zu großer Erfahrung gelangt ist, erlebt er Gott unter Umgehung des Propheten in unmittelbarer Nähe zu diesem als Freund Gottes. Während sich die normalen Rechtschaffenen nach dem Paradies sehnen, sehnen sich die erfolgreichen Mystiker dementsprechend nur nach Gott selbst. Die spirituellen Meister erblicken das Licht des Propheten, wohingegen die Schüler das Licht Adams erblicken. Dies folgt auch daraus, dass die Lehrer vom Licht Adams geschaffen sind und die Schüler vom Licht der Lehrer.

## Die Ordnung der Seele, spirituelle Psychologie
Der innere Aufbau des Menschen bei Tustarī wird, wie bei anderen Mystikern ebenfalls, als spirituelle Psychologie bezeichnet. Die menschliche Natur ist hierbei komplex und Tustarī verwendet eine Reihe verschiedener dem Koran entnommener Termini. An der teils uneinheitlichen Benennung und variierenden komplexen Aufteilungen lässt sich eine durch die Entstehungsgeschichte des Tafsirs bedingte Inkohärenz erkennen. Laut Tustarī ist die menschliche Seele, das menschliche Selbst (nafs), der Ort der Interaktion mit Gott. Sie existiert zweifaltig, nämlich einmal als positives Selbst, das göttliche Licht im Menschen, und einmal als negatives Selbst, dem zur Erde gerichteten Teil des menschlichen Geistes. Hierbei wird das zu Gott gerichtete positive nafs mit Licht, das zur Erde gerichtete negative Selbst mit Dunkelheit assoziiert. Diese beiden Kräfte stehen in ständigem Kampf miteinander. Das positive Selbst wird mit den Termini nafs ar-rūḥ (gelegentlich auch nur rūḥ), der spirituellen Kraft, und dem zu Gott gerichteten Herzen (qalb) oder Geist (rūḥ) beschrieben, das negative, zur Erde gerichtete Selbst mit den Termini oder nafs at-tab‘ oder nur nafs, übersetzt als niederes Selbst. Zu unterscheiden vom nafs aṭ- ṭabʿ (natürliches Selbst) ist der Terminus ṭab‘ (Instinkt), der ebenfalls zur dunklen Seite gehört. Tustarī verfeinert die Terminologie an einigen Stellen, indem er Begriffe wie das zum Bösen anstachelnde Selbst (an-nafs al-ammāra bi’l-sūʾ), das selbstbeschuldigende Selbst (an-nafs al-lawwāma) oder das friedfertige Selbst (an-nafs al-muṭmaʾinna) einführt. Letzteres ist der positiven Seite zuzurechnen und wird durch spirituelle Übungen und göttliche Gnade erreicht.
Bedeutsam ist hierbei die dreifaltige Aufgliederung der positiven Seite in Herz (qalb), Intellekt (ʿaql) und geistiges Selbst (nafs ar-rūḥ), welche sämtlich der Präexistenz entstammen. Diese sind zu verstehen als verschiedene Wege der Realisierung Gottes. Tustarī spricht dementsprechend von der Intuition des Geistes, dem Verstehen des Intellekts und der Einsicht des Herzens, durch welche das Erschauen Gottes möglich wird. All diese geistigen Kräfte sind im geistigen Selbst gesammelt und wurden bei der Schöpfung mit dem natürlichen Selbst (aṭ-ṭabʿ) verbunden. Durch tugendhaftes Handeln werden sie im Menschen aktualisiert.
Der Intellekt ist durch seinen Sitz, das geistige Selbst, über den heiligen Geist mit dem Thron Gottes verbunden. Der Intellekt ist, vergleichbar der Seele, zweigeteilt in einen zur Erde strebenden dunklen und einen das jenseitige Dasein (āḫira) anstrebenden Teil. Der Intellekt ist eng mit dem geistigen Selbst verbunden. Im Prozess der Verhinderung negativer Handlungen „erinnert“ der Intellekt das Herz an den Weg Gottes. Das Herz, welches in der Brust (ṣadr) angesiedelt ist, die als Verbindung zwischen Körper und Herz dient, ist nach Tustarī der Ort des Glaubens im Menschen. Hier wird die Einheit Gottes zur Realität, ebenso Liebe und Nähe zu Gott. Das Herz ist allein auf Gott ausgerichtet, nicht auf diese Welt. Das Herz muss davor bewahrt werden, mit etwas anderem als Gott beschäftigt zu sein; wenn das Herz schlecht ist, wird Lust es überkommen und es wird ohne Gottes Führung in Sünde abgleiten.
Das niedere Selbst erhält der Mensch im Augenblick seiner Schöpfung, wohingegen er die Bestandteile des Geistes (rūḥ, qalb, ʿaql) bereits in der Präexistenz besitzt und ist seit seiner Erschaffung dasjenige Prinzip, welches den Menschen zu Bösem verleitet. Die Erschaffung des Menschen wird von Tustarī hierbei wie folgt beschrieben: Gott teilt den Engeln seinen Schöpfungsplan mit, er setzt Adam als Vizekönig über die Welt ein, setzt ihn über die Natur seiner Seele in Kenntnis und gebietet ihm das Paradies zu betreten sowie nicht vom Baum der Erkenntnis zu essen. Anschließend besucht Iblis das Paradies und versucht Adam. An dieser Stelle beginnt der Kampf zwischen Herz(hier verwendet für die Dreiheit aus Herz, Intellekt und Geist) und niederem Selbst in der Seele des Menschen. Das niedere Selbst führt durch vier Punkte zum Bösen: dem Wunsch nach eigenem Vergnügen, dem Autonomieanspruch des Menschen, der Verführung des Menschen dazu, seiner eigenen Eingebung zu folgen und dadurch, dass es der Gefährte Satans ist. Der Instinkt und die niederen Gelüste unterdrücken den Geist und versuchen ihn von Gott fernzuhalten. Der Mensch soll hiergegen mit der Konzentration auf Gott, der Einhaltung des Rechts und geistigen Studien vorgehen.
In der Kosmologie Tustarīs durchläuft die Seele drei voneinander abgrenzbare, bereits oben beschriebene Stadien: Die Phase der Präexistenz, wo sie in spiritueller Perfektion ist, da das niedere Selbst noch nicht mit ihr verbunden wurde, die Phase in der geschaffenen Welt, wo das niedere Selbst dominiert, und die Phase der zukünftigen Welt, wo die Rechtschaffenen durch ihre Herzen vollständig Gott zugewandt sind.

## Mystische Praxis
Die mystische Praxis Tustarīs basiert auf den in den vorangehenden Abschnitten geschilderten Rahmenbedingungen. Zentral ist hierbei, dass die Seele des Menschen Sitz des Geheimnisses Gottes (sirr Allāh) ist. Dieses Geheimnis wurde von Gott am Tag des Vertrages in die menschliche Seele eingepflanzt, welche als Vermittlungspunkt zwischen Gott und dem Menschen dient. Dieses nur dem Mystiker zugängliche Geheimnis ist hierbei das Gespräch Gottes mit ihm, durch welches er Gottes Herrschaft über sich selbst erfahren kann. Das Geheimnis Gottes kann nach Tustarī in der Welt nicht offen für alle Menschen zugänglich vorhanden sein, da ansonsten die göttliche Weltordnung, welche Religion und Prophetenschaft einschließt, überflüssig gemacht und damit zerstört würde. Es kommt den Propheten zu, die gewöhnlichen Menschen in Form der Religion an das Geheimnis heranzuführen. Der Mystiker ist hingegen in der Lage, dieses innere Geheimnis zu erkennen und die Seele in einen Zustand der Reaktualisierung ihrer makellosen Form am Tag des Vertrages zu bewegen. Diese Reaktualisierung wird erreicht, indem das Herz graduell zu Gottes Thron (als Symbol für die Herrschaft Gottes) aufsteigt. Der Mensch gibt sich vollständig den geistigen Kräften hin und übergeht hiermit die Selbstzentriertheit der Seele. Hierbei wird der Terminus ma’rifa einerseits als mystisches Wissen, andererseits aber auch als Anerkennung der Herrschaft Gottes durch den Menschen verstanden. Der Weg zum Erkennen des Geheimnisses wird wesentlich durch die göttliche Inspiration bei der Rezitation des Koran bestimmt. Im Prozess des Rezitierens wird das Geheimnis offenbar und gelangt ins Herz sowie die körperlichen Organe. Der Zustand des Menschen verändert sich und der Mensch wird erleuchtet. Das Geheimnis wird im Menschen selbst verwirklicht.
Der Mensch kommt hierbei seinem präexistenziellen Status als Lichtpartikel mit Intellekt näher. Der Mystiker durchschreitet mehrere Stadien und überwindet auf dem Höhepunkt der mystischen Erfahrung die vermittelnde Prophetenschaft, indem er in direkte Verbindung zu Gott tritt, was vorher nur über den Umweg der Propheten möglich war. Nach dem Tag des Gerichts wird es dem rechtschaffenen Menschen möglich sein, das volle Geheimnis Gottes zu erleben. Dieser Zustand wird beschrieben als permanente Begegnung des Geheimnisses mit sich selbst.
Der Mystiker hat also Teil an dem Ausfluss des göttlichen Lichtes; er wird von Gott durchdrungen, da er zu den Auserwählten und Freunden Gottes gehört. Hierbei ist zu unterscheiden zwischen den Meistern, die von vor der Erschaffung der Welt erwählt wurden und die höchsten Stadien erreichen, indem sie ein Teil seiner werden, und den gewöhnlichen Menschen, die Gott zu erreichen versuchen durch Erfüllung ihrer religiösen Pflichten. Es besteht ein Unterschied zwischen den Propheten (anbiyā‘) und den Freunden (awliyā‘). Die Propheten stehen in spiritueller Hinsicht über den Freunden. Allein den Freunden Gottes ist das mystische Verständnis des Koran möglich. Es handelt sich hierbei um eine Gabe Gottes. Die Freunde Gottes werden am Tag des Gerichts nicht für ihre Handlungen bewertet, sondern gelangen direkt ins Paradies.

### Praktiken der Vervollkommnung
Wichtig beim mystischen Weg ist die Kontrolle des niederen Selbst und die Abwendung seiner Versuchungen. Tustarī exemplifiziert dies am Kontrast zwischen dem Dschihad als Kampf, also einer der weltlichen Tugenden in der Befolgung religiöser Gebote, und der Kontrolle des niederen Selbst, welche weit schwieriger zu erlangen ist. Letztere wird wesentlich durch Buße und Reue erlangt. Der erste Schritt hierbei ist das Ändern verwerfenswerter Handlungen in rechtschaffene. Der Mensch ist angehalten, sich permanent auf Fehler zu überprüfen und diese zu beheben, nicht nur als Anfänger, sondern auch als Fortgeschrittener auf dem mystischen Pfad. Konkret wird dies durch asketische Praktiken befördert, wie zum Beispiel Fasten, Enthaltsamkeit von gesellschaftlichem Umgang und nächtliches Gebet. Enthaltsamkeit ist bei den erfreulichen Dingen des Lebens wie gutem Essen, guter Kleidung etc. geboten.
Wichtig ist auch die Nachahmung (iqtidāʾ) des Vorbilds des Propheten (sunna). Zusammen mit dem Koran bildet die Sunna das Vorbild für das richtige Handeln des Menschen. Weitere herausragende Persönlichkeiten wie Märtyrer können ebenfalls als nachahmenswert gelten. Dem liegt der Wunsch zugrunde, nahe bei denen zu sein, die nahe bei Gott sind (awliyāʾ). Der Koran wie auch der Prophet sind als Fürbitter von Bedeutung. Der Koran gehört gemäß Tustarī als Wissen zu Gottes ursprünglichen Attributen, die bereits vor der Schöpfung vorhanden waren. Der Koran selbst ist Gottes Rede, also nicht erschaffen.

### Dhikr
Um die oben beschriebene Selbstzentriertheit und Selbstsicherheit des Menschen zu überwinden, nennt Tustarī drei spirituelle Tugenden: das Vertrauen in Gott (tawakkul), das vollständige Bewusstwerden Gottes (taqwā) und Aufrichtigkeit (iḫlāṣ). Das Vertrauen in Gott bezeichnet den vollständigen Glauben an die Allmacht Gottes und die Negation der eigenen Fähigkeiten sowie die Akzeptanz der eigenen, durch Gott vorherbestimmten Zukunft. Das Bewusstwerden Gottes bezeichnet die stetige Vergewisserung der Existenz Gottes. Tustarī äußert, dass, wer die Gunst Gottes erfahren will, stets das Bewusstwerden Gottes in sich tragen muss. Aufrichtigkeit bezeichnet Reinheit der eigenen Absichten und ist, wie auch das Bewusstwerden Gottes, oft in Verbindung mit dem später behandelten Terminus yaqīn angesiedelt. Diese Tugenden sind Aspekte der stetigen (Wieder-)Erinnerung Gottes (Dhikr). Die Praxis des Dhikr ist der zentrale Punkt auf dem mystischen Weg. Dhikr lässt sich beschreiben als ein Prozess der andauernden Wiedererinnerung Gottes, wodurch die Aktualisierung der Präsenz Gottes im innersten Wesen des Menschen ermöglicht wird. Er hilft dem Menschen zu erinnern, dass Gott in seiner Seele enthalten ist. Dhikr soll nicht nur beim Gebet, also beim religiösen Ritual, hervortreten, sondern in jedem Moment des Daseins existieren.
Dhikr wird von Tustarī als eine der zwei Praktiken der Selbsterhaltung verstanden, nämlich die geistige für das geistige Selbst und den Intellekt und das Herz im Gegensatz zur (essbaren) Nahrung, welche für das natürliche Selbst relevant wird. Dhikr ist also die Erhaltungsgrundlage des Spirituellen. Bei letzterem werden die Begriffe „verboten“ und „erlaubt“ relevant. Dhikr hat auch eine ethische Komponente, denn die Erinnerung Gottes führt dazu, dass man von der verfluchten Welt Abstand nimmt. Die höchste Form des Dhikr ist ein Zustand, in dem der Mystiker vollständig von sich selbst gelöst ist und Gott durch Gott erinnert, also jedes Eigene verneint und von der göttlichen Erfahrung übermannt wird. Dies findet sich bei anderen Sufis als Konzept der Vernichtung des Selbst (fanāʾ). Der Mystiker lebt bei der Praxis des Dhikr in der Reaktualisierung von seiner Vergangenheit vor der Schöpfung und in Erwartung seiner Zukunft. Der Prozess des Dhikr wird, entsprechend der göttlichen Allmacht, durch Gott selbst im Menschen hervorgebracht.

### Formen des mystischen Wissens
Tustarī verwendet drei Termini, um spezifisches Wissen im mystischen Bereich kenntlich zu machen: ma’rifa (mystisches Wissen oder Gnosis), fahm (Verstehen) und ʿilm (Wissen). Gnosis ist im Herzen durch Gott in Form von Licht platziert. Wird Gott durch die Handlungen des betreffenden Menschen verärgert, wird das Licht der Gnosis aus dessen Herzen entfernt. Mittels der Gnosis ist es möglich, eine Vorahnung von Gott zu erlangen und die wahre Bedeutung des Koran zu verstehen. Verstehen ist im Intellekt platziert. Verstehen gehört zu den präexistenten Gaben Gottes an den Menschen, um das niedere Selbst zu überwinden. Es wird häufig in besonderer Weise des Verständnisses des Koran verwendet. Es ist im Gegensatz zur Gnosis wie das Wissen beschränkt. Ein weiterer Terminus, den Tustarī einführt, ist das Wissen über Gott. Dieses besteht darin, dass der Mystiker ein äußeres Wissen von Gott, der Sunna und dem Propheten erlangt. Wissen wird von Tustarī verwendet als Gegenstück zu Unwissenheit, wobei Licht Wissen ist und Unwissenheit Dunkelheit.

### Sicherheit und Bekenntnis zum Tauhid
Dem Mystiker ist es im Gegensatz zum auf die eigene Autonomie vertrauenden selbstgewissen Menschen möglich, durch die ihm zugänglichen spirituellen Erfahrungen die Sicherheit (yaqīn) zu gewinnen, von Gott als rechtschaffen betrachtet zu werden. Hierbei sieht Tustarī ein Spektrum von Rängen der Sicherheit gegeben, wobei ein höherer Rang am Tag des Gerichts von größerem Vorteil ist. Der Mensch erreicht den Status der Sicherheit, indem er die Beschäftigung mit allen weltlichen Belangen ausblendet und seine Gedanken allein Gott widmet. Sicherheit wird durch das Licht der Sicherheit (nūr al-yaqīn) erlangt, welches dem göttlichen Licht im Menschen entstammt.
Es existieren drei Arten der Sicherheit: Enthüllung, visuelles Erblicken und kontemplative Teilhabe. Sie bedeuten:
1. der Mystiker erfährt das, was vorher verborgen war und er nur andeutungsweise im Glauben erfahren konnte
2. eine auf einen Augenblick beschränkte Ahnung übersinnlicher Realitäten (wie der göttlichen Unendlichkeit)
3. kontemplative Teilhabe, alles außer Gott wird aus dem Erfahren beseitigt

In der diesseitigen Welt erfährt der Mystiker alle drei Arten der Sicherheit und erlebt einen Anklang an die göttliche Unendlichkeit, welche ihm in Zukunft in der Begegnung mit Gott sichtbar wird. Am Tag der Auferstehung werden diese drei Sicherheiten dem Mystiker die Erkenntnis des Göttlichen erlauben.
Als weiterer wichtiger Grundsatz tritt bei Tustarī die Einheit Gottes (Tauḥīd) hervor. Hierbei geht es nicht nur um den reinen Glauben, sondern der Fakt der Einheit Gottes beeinflusst auch die mystische Praxis. Das Herz ist der Ort, wo die Bekenntnis zu Gottes Einheit ihren Platz findet.
Der Ort, dem das Bekenntnis zum Tauḥīd entstammt, ist das bereits erwähnte Herz des Propheten. Die richtige Verhaltensweise des Gläubigen vor Gott ist die Anerkennung der göttlichen Einheit und des Vorbilds des Propheten. Bereits am Tag des Vertrages wird der Tauḥīd in die Glaubensgrundsätze aufgenommen. Am Tag der Auferstehung wird der Mystiker schließlich von seiner Dienerschaft erlöst und die Begegnung mit Gott erfahren. Den endgültigen Zustand stellt hierbei, wie erwähnt, die Vision Gottes dar.

## Belege
1. ↑  Böwering, Mystical Vision, 44.
2. ↑  Böwering, Mystical Vision, 44-5.
3. ↑  Keeler, Tafsir, XV.
4. ↑  Keeler, Tafsīr, XVI.
5. ↑  Keeler, Tafsir, XVI
6. ↑  Böwering, Mystical Vision, 50-1; Keeler, Tafsīr, XVI.
7. ↑  Keeler, Tafsīr, XVII.
8. ↑  Keeler, Tafsīr, XVI
9. ↑  Böwering, Mystical Vision 62
10. ↑  Keeler, Tafsīr, XIX.
11. ↑  Böwering, Mystical Vision, 61
12. ↑  Böwering, Mystical Vision, 65.
13. ↑  Böwering, Mystical Vision, 66.
14. ↑  Böwering, Mystical Vision, 64.
15. ↑  Tunc, Tustarī, 23-4.
16. ↑  Tunc, Tustarī, 24; Böwering, Mystical Vision, 66.
17. ↑  Keeler, Tafsīr, XXII.
18. ↑  Tunc, Tustarī, 35.
19. ↑  Tunc, Tustarī, 43.
20. ↑  Keeler, Tafsīr, XXIV.
21. ↑   Böwering, Mystical Vision, 8-18.
22. ↑  Böwering, Mystical Vision, 18.
23. ↑  Böwering, Mystical Vision, 34
24. ↑  Böwering, Mystical Vision, 35.
25. ↑  Keeler, Tafsīr, XXIII.
26. ↑  Keeler, Tafsīr, XXV.
27. ↑  Keeler, Tafsīr, XXV.
28. ↑  Böwering, Mystical Vision, 129.30.
29. ↑  Keeler, Tafsīr, XXV. Eine Zusammenstellung der wichtigsten Verse in Zusammenhang mit den ihnen zugeordneten Lehrmeinungen Tustarīs bietet Böwering, Mystical Vision, 273-6.
30. ↑  Böwering, Mystical Vision, 136-7.
31. ↑  Keeler, Tafsīr, XXIX.
32. ↑  Böwering, Mystical Vision, 137.
33. ↑  Böwering, Mystical Vision, 138.
34. ↑  Keeler, Tafsīr, XXVII.
35. ↑  Keeler, Tafsīr, XXVIII.
36. ↑  Böwering, Mystical Vision, 152.
37. ↑  Böwering, Mystical Vision, 150.
38. ↑  Böwering, Mystical Vision, 154.
39. ↑  Böwering, Mystical Vision, 155.
40. ↑  Keeler, Tafsīr, XXXIII-XXIV.
41. ↑  Böwering, Mystical Vision, 179; Keeler, Tafsīr, XXXIII.
42. ↑  Keeler, Tafsīr, XXXIV.
43. ↑  Böwering, Mystical Vision, 183-4.
44. ↑  Keeler, Tafsīr, XXXVI.
45. ↑  Böwering, Mystical Vision, 165.
46. ↑  Böwering, Mystical Vision, 165.
47. ↑  Böwering, Mystical Vision, 153-4.
48. ↑  Keeler, Tafsīr, XXXVIII.
49. ↑  Böwering, Mystical Vision, 185-6.
50. ↑  Keeler, Tafsīr, XXXVIII-XXXIX.
51. ↑  Böwering, Mystical Vision, 247.
52. ↑  Böwering, Mystical Vision, 248.
53. ↑  Keeler, Tafsīr, XLVI.
54. ↑  Keeler, Tafsīr, XLII.
55. ↑  Böwering, Mystical Vision, 250.
56. ↑  Böwering, Mystical Vision, 260.
57. ↑  Böwering, Mystical Vision, 242.
58. ↑  Böwering, Mystical Vision, 261
59. ↑  Böwering, Mystical Vision, 188.
60. ↑  Böwering, Mystical Vision, 186.
61. ↑  Böwering, Mystical Vision, 197.
62. ↑  Böwering, Mystical Vision, 200
63. ↑  Böwering, Mystical Vision, 200.
64. ↑  Böwering, Mystical Vision, 232.
65. ↑  Böwering, Mystical Vision, 234.
66. ↑  Keeler, Tafsīr, L.
67. ↑  Keeler, Tafsīr, XXXI.
68. ↑  Keeler, Tafsīr, LVI.
69. ↑  Keeler, Tafsīr, LVIII.
70. ↑  Böwering, Mystical Vision, 204-5.
71. ↑  Böwering, Mystical Vision, 205-6.
72. ↑  Keeler, Tafsīr, XLIII.
73. ↑   Keeler, Tafsīr, XLIV
74. ↑  Böwering, Mystical Vision, 209-10
75. ↑  Böwering, Mystical Vision, 211-5.
76. ↑  Böwering, Mystical Vision, 225.

| Personendaten    | Personendaten                                                                          |
| ---------------- | -------------------------------------------------------------------------------------- |
| NAME             | Sahl at-Tustarī                                                                        |
| ALTERNATIVNAMEN  | Sahl ibn ʿAbdallāh at-Tustarī (vollständiger Name); سهل بن عبد الله التستري (arabisch) |
| KURZBESCHREIBUNG | irakischer Sufi und Koranexeget                                                        |
| GEBURTSDATUM     | unsicher: 818                                                                          |
| GEBURTSORT       | Schuschtar                                                                             |
| STERBEDATUM      | 896                                                                                    |
| STERBEORT        | Basra                                                                                  |